# Jeff Mills
Jeff Mills (Detroit, Estados Unidos; 18 de junio de 1963) es un músico y deejay de música techno.

## Origen y aportación
En los años 1980, Mills comenzó su carrera musical como DJ bajo el seudónimo "The Wizard" (El Mago), apodo motivado por su gran talento y habilidad. Sus sesiones eran una de las atracciones principales del programa de radio nocturno de The Electrifying Mojo, influyente locutor que inspiró a la primera generación de productores de techno. Las sesiones de Jeff Mills combinaban una forma de mezclar pionera, que utilizaba técnicas propias del turntablism habitual en el hip hop junto a otras técnicas más avanzadas, y todo ello combinando géneros como detroit techno y house de Chicago con temas que iban desde Meat Beat Manifesto hasta Nine Inch Nails.
Jeff Mills formó parte de la llamada "segunda ola" de detroit techno. Mills comenzó a producir en el colectivo Underground Resistance, que fundó junto a Mike Banks. Poco tiempo después se unió a ellos Robert Hood. De forma similar al grupo de rap Public Enemy, Underground Resistance proponían desde esta plataforma un discurso musical militante y anticomercial enfrentado a la industria musical. Su temática incluía también elementos relacionados con sus raíces negras y con una estética futurista. En sus discos en UR Mills ofrece un tipo de techno duro, que fusiona elementos del hardcore y la música industrial.
Mills dejó Underground Resistance hacia 1992. Se mudó a Nueva York, con el objetivo de labrarse una carrera en solitario. Fue residente en el club Limelight y firmó un contrato discográfico con el sello alemán Tresor, paso decisivo en la alianza entre el techno de Detroit con la escena alemana. En esta época creó junto a Robert Hood el sello discográfico Axis, en el que publicó un tipo de techno dotado de un cariz fuertemente minimalista. Más adelante creó nuevos sellos como The Purpose Maker o Tomorrow. También ha llevado a cabo numerosas colaboraciones con el sello M-Plant de Robert Hood.
A comienzos de la década de 2000 amplió su ámbito creativo llevándolo más allá de los clubs de música de baile con la creación de una nueva banda sonora para la película Metrópolis de 1926, del director Fritz Lang. Este proyecto audiovisual fue proyectado en el Múseo de la Música de Paris, en el Royal Albert Hall de Londres y el Festival Internacional de Cine de Viena.

## Discografía (propia y de sus sellos discográficos)
- 1993: Waveform Transmission - Volume 1
- 1994: Waveform Transmission - Volume 3
- 1996: Mix-Up Volume 2 Live at the Liquid Room (sesión de DJ en directo)
- 1996: Purpose Maker Compilation
- 1997: The other Day
- 1999: From the 21st
- 2000: Every Dog Has Its Day
- 2000: Metropolis (banda sonora para la película de Fritz Lang)
- 2000: The Art of Connecting
- 2000: Lifelike
- 2002: Actual
- 2002: At First Sight
- 2004: Exhibitionist (sesión de DJ en directo, también disponible como DVD)
- 2004: Choice: A Collection of Classics
- 2005: The Three Ages (nueva banda sonora para la película de Buster Keaton)
- 2005: Contact Special
- 2005: The Mission Objective (sesión de DJ en directo)
- 2006: Blue Potential
- 2007: One Man Spaceship
- 2009: The Sleeper Wakes
- 2010: The Ocurrence
- 2011: The Power
- 2011: 2087
- 2011: Fantastic Voyage
- 2012: The Messenger
- 2013: The Jungle Planet
- 2013: Where Light Ends
- 2014: Chronicles Of Possible Worlds

### Axis
- AX-001 - Tranquilizer (Mills & Hood)
- AX-003 - One man spaceship
- AX-004 - Mecca
- AX-006 - More Drama
- AX-008 - Cycle 30
- AX-009 - AX-009 Series
- AX-010 - Growth
- AX-011 - Purpose Maker
- AX-012 - Humana
- AX-015 - Other Day EP
- AX-016 - Very
- AX-018 - Tomorrow EP
- AX-019 - Apollo
- AX-020 - Every Dog has its Day
- AX-021 - Lifelike EP
- AX-022 - Metropolis
- AX-023 - Every Dog has its Day Vol. 2
- AX-024 - UFO / 4 Art
- AX-026 - Every Dog has its Day Vol. 3
- AX-030 - Every Dog has its Day Vol. 4
- AX-035 - Cóndor to Mallorca (Ken Ishii remix)
- AX-036 - See the Light Part 1
- AX-037 - See the Light Part 2
- AX-038 - See the Light Part 3
- AX-040 - The Tomorrow Time Forgot
- AX-043 - Time Mechanic (EP)
- AX-044 - Blade Runner (EP) (inspirado por la película de Ridley Scott)
- AX-103 - Thera EP (1992)

### Purpose Maker
- PM-001 - Java
- PM-002 - Kat Moda
- PM-003 - Force Universelle
- PM-004 - Our Man in Havanna
- PM-005 - Steampit
- PM-006 - Vanishing Act
- PM-007 - Live Series
- PM-008 - Skin Deep
- PM-009 - If/Tango
- PM-010 - Circus
- PM-012 - Jetset
- PM-014 - Electrical Experience
- PM-015 - Divine
- PM-016 - Kana
- PM-020 - The Bells [décimo aniversario]
- PM-021 - Natural World
- PMWCD9601 - Purpose Maker Compilation [CD]
- PMWLP9601 - Purpose Maker Compilation [2xLP]

### Tomorrow
- TW-001 - Preview EP
- TW-300 - Sculptures 1-3 CD
- TW-400 - Europa CD
- TW-800 - Time Machine CD

### 6277
- MISSION 01 Elektrabel - Elektrabel EP 2003
- MISSION 02 Hieroglyphic Being - Du Commencement A L'Eternite 2004
- MISSION 03 Elektrabel - Crocks EP 2005
- MISSION 04 Elektrabel - For Various Reasons 2005
- MISSION 05 Sub Space - First Step EP 2005
- MISSION 06 Zachary Lubin - Controllability 2005
- MISSION 07 Various artists (Jeff Mills Mix) - The objective Mission [Top Secret] 2005
- MISSION 08 Trefa - Elektrabel 2006
- MISSION 09 Ben Gibson - No Signify EP 2006
- MISSION 10 CounterPart - The Martian Mystique 2006
- MISSION 11 Johannes Volk - The Mysteries Of Tharsis Montes 2006

### Tresor Records
- Waveform Transmission Vol. 1
- The Extremist
- Waveform Transmission Vol. 3
- Waveform Transmission Vol. 3 (Detroit Cut)
- Atlantis (under moniker X-103)